# Hans-Albin Freiherr von Reitzenstein

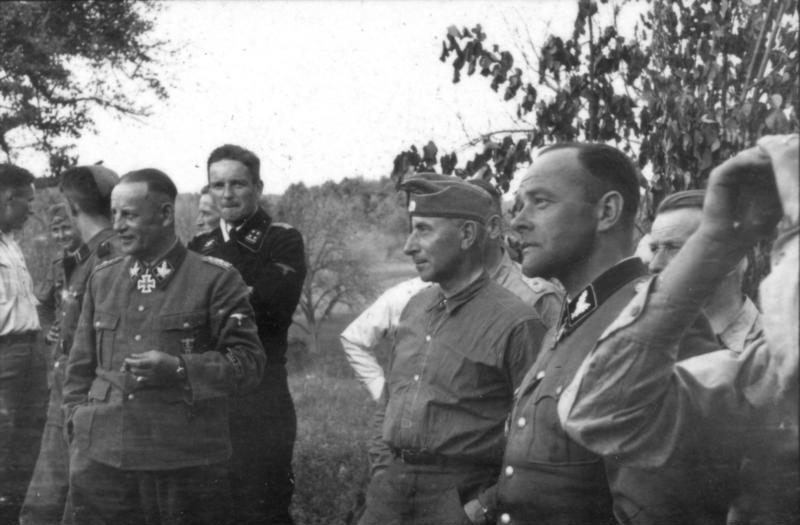
V. links Walter Krüger, Hans-Albin Freiherr von Reitzenstein, Paul Hausser, Werner Ostendorff.

Hans-Albin Freiherr von Reitzenstein (eigentlich Albin Joseph Bodo Erdemann) (* 4. März 1911 in Berlin; † 30. November 1943 an der Straße Schytomyr-Kiew, Sowjetunion) war ein deutscher Offizier der Waffen-SS.

## Leben
Reitzenstein stammte aus erster Ehe des Oberingenieurs für Nachrichtentruppen Bodo Albin Kurt Freiherr von Reitzenstein (* 1885; † 1944) und der Käthe Hoerger (* 1889; † 1939). Er trat zum 1. Mai 1930 der NSDAP (Mitgliedsnummer 249.943) und 1931 der SS bei (SS-Nummer 4.533) und wurde 1933 in die Leibstandarte SS Adolf Hitler aufgenommen. Am 1. Oktober 1933 erfolgte die Beförderung zum SS-Sturmführer (Leutnant), am 4. Juli 1934 zum SS-Obersturmführer und am 4. Juli 1936 zum SS-Hauptsturmführer. Die Beförderung vom 4. Juli 1934 stand laut einem selbstverfassten Lebenslauf im Zusammenhang mit einer Beteiligung an der Röhm-Affäre vom 30. Juni 1934. Nach der Dienstaltersliste der SS mit Stand 1. Oktober 1934 traf das auf insgesamt mindestens 132 namentlich bekannte Offiziere und Mitglieder der SS und des Sicherheitsdienstes der SS zu. Von diesen wurden wiederum 30 durch die Beförderung in das Offizierskorps aufgenommen.
Zu Beginn des Zweiten Weltkriegs führte Reitzenstein während des Überfalls auf Polen die 1. Kompanie des SS-Infanterie-Regiments Deutschland. Nach einer Verwundung wurde er zu Erholungszwecken der SS-Junkerschule in Bad Tölz zugeteilt. Am 8. April 1940 heiratete der SS-Offizier die in Cuba gebürtige Olga Mertens, das Ehepaar hatte zwei Söhne, die später mit der Mutter in deren Herkunftsland zogen.
Im Dezember 1940 wurde Reitzenstein zum Kommandeur des 5. Aufklärungs-Bataillons ernannt. Am 1. September 1941 folgte die Beförderung zum SS-Sturmbannführer.
1942 wurde Reitzenstein der SS-Verfügungsdivision zugeteilt, in der er das Kommando über das 2. SS-Aufklärungs-Bataillon übernahm, wo er bis zum März 1943 verblieb. Anschließend wurde er als Nachfolger Herbert-Ernst Vahls zum Kommandeur des 2. SS-Panzer-Regiments ernannt und am 20. April 1943 zum SS-Obersturmbannführer befördert. Mit diesem nahm er an der Panzerschlacht von Kursk, dem Unternehmen Zitadelle, teil. Für seine Leistungen in dieser Schlacht wurde von Reitzenstein am 13. November 1943 mit dem Ritterkreuz des Eisernen Kreuzes ausgezeichnet.
Am 30. November 1943 verübte Reitzenstein im Zusammenhang mit der Vergewaltigung und dem Tod einer russischen Hilfswilligen bei der SS Suizid. Er ist heute auf der Kriegsgräberstätte in Schitomir (auch: Schytomyr) in der Ukraine begraben.
Sein jüngerer Bruder Gert war 1942 SS-Mann in der Leibstandarte in Berlin. Er lebte nach dem Krieg mit seiner eigenen Familie in Bayern.

## Beförderungen
- 1. Oktober 1933: SS-Sturmführer (SS-Untersturmführer)
- 4. Juli 1934: SS-Obersturmführer
- 4. Juli 1936: SS-Hauptsturmführer
- 1. September 1941: SS-Sturmbannführer
- 20. April 1943: SS-Obersturmbannführer

## Archivalien
- Bundesarchiv Berlin: SSO-Akten Reitzenstein